# Andrew Betts
Andrew Betts (Coalville, Anglaterra, 11 de maig de 1977) és un exjugador de bàsquet britànic. Mesura 2,17 metres, i jugava a la posició de pivot.

## Carrera esportiva
Va començar jugant al Leicester Riders de la lliga anglesa. Després de passar per l'NCAA i per la lliga italiana, en el mes d'abril de l'any 2000 fitxa pel Reial Madrid, amb el qual es proclamaria campió de lliga. Les següents tres temporades jugaria a l'AEK Atenes, de la lliga grega, per tornar a l'ACB a jugar amb el TAU Ceràmica. En aquest club guanyaria una Eurolliga, una Copa del Rei i una lliga. Dues temporades més tard, la 2005-06, fitxaria pel Joventut de Badalona. En les dues temporades que s'hi va estar a Badalona va guanyar una FIBA Eurocup i una Lliga catalana. La temporada 2007-08 la va disputar amb el Cajasol, i després jugaria novament a la lliga grega, a Ucraïna i al Lagun Aro GBC. Es va retirar als 33 anys en el mes de gener de 2011.